# Högagärde

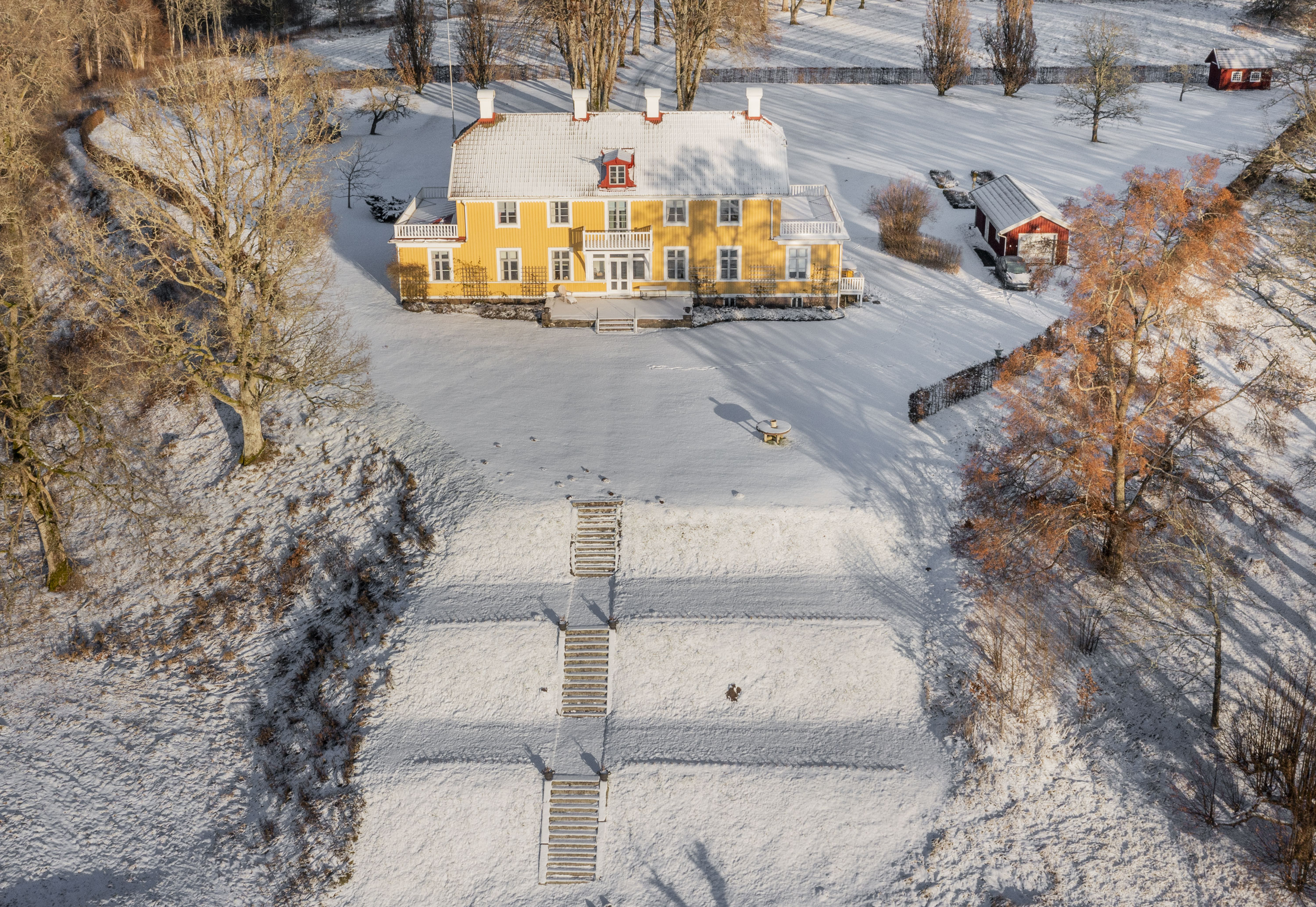
Högagärde, sett från Åsunden.

För stadsdelen Högagärde i Sävsjö, se Sävsjö
Högagärde är en herrgård i Ulricehamns kommun.
Högagärde ligger vid Yttre Åsundens norra strand. Mangårdsbyggnaden ligger i en ekpark med utsikt över sjön. Den är gul och med harmoniska proportioner. Ebba Sparre på Torpa gifte sig 1891 med ryttmästaren Nils Storckenfeldt och blev då ägare till gården Högagärde. Huset stod färdigt 1912. Nuvarande ägare är Christopher Barnekow. Gården visas ibland för grupper efter överenskommelse.